# داود إبراهيم
داود إبراهيم (26 ديسمبر 1955) هو رجل عصابات هندي وتاجر مخدرات وإرهابي مطلوب. بحسب ما ورد يرأس إبراهيم 'شركة دي' التي أسسها في مومباي في السبعينيات لكي تكون واجهة لأعماله الإجرامية. وهو مطلوب بتهم تشمل القتل والابتزاز والقتل المستهدف والاتجار بالمخدرات والإرهاب.
صنفته الهند والولايات المتحدة على أنه إرهابي عالمي في عام 2003 ، مع مكافأة قدرها 25 مليون دولار على رأسه لدوره المشتبه به في تفجيرات بومباي عام 1993.
في عام 2011، كان ترتيب ابراهيم الثالث في قائمة "أكثر 10 هاربين مطلوبين في العالم" من قبل مكتب التحقيقات الفيدرالي الأمريكي.
مؤخرا، أدرجت الحكومة الباكستانية داود و 87 آخرين في قائمة العقوبات الخاصة بها من أجل تجنب العقوبات الدولية.
ذكرت بعض التقارير بأن ابراهيم يعيش في باكستان، على الرغم من أن الحكومة الباكستانية تنفي ذلك. في عام 2020، باعت الحكومة الهندية عقارات داود الستة في قريته. نظمت الحكومة المزاد الإلكتروني لممتلكاته بموجب قانون المهربين والمتلاعبين بالعملات الأجنبية (مصادرة الممتلكات) لعام 1976. في نوفمبر 2017، باعت الحكومة عقارات داود الثلاثة، بما في ذلك مطعم في مزاد علني من قبل الحكومة.     

## النشأة
ولد داود إبراهيم في 26 ديسمبر 1955 لأسرة مسلمة. كان والده يعمل ضابط شرطة في شرطة مومباي وكانت والدته ربة منزل. اكمل ابراهيم دراسته الابتدائية والمتوسطة ثم تركها لاحقًا في الثانوية.

## المسيرة الإجرامية
بدأ إبراهيم في ارتكاب الاحتيال والسرقة وهو لا يزال في سن المراهقة. لاحقًا، انضم إبراهيم إلى عصابة محلية. في أواخر السبعينيات، انفصل لاحقًا عن العصابة، وأنشأ عصابته الخاصة مع شقيقه الأكبر شبير إبراهيم. بعد مقتل شقيقه على يد عصابة منافسة، تولى قيادة عصابته ، المعروفة باسم شركة - دي. كان إبراهيم متورطًا بشكل رئيسي في تهريب الذهب وتجارة العقارات والابتزاز وتهريب المخدرات. فرإبراهيم من الهند إلى دبي عام 1986 بعد أن كان مطلوباً من قبل شرطة مومباي بتهمة قتل عضو عصابة منافسة. في السنوات التالية، قام بتوسيع نشاطات عصابته التي ضمت لاحقًا أكثر من 5000 عضو وأدرت الملايين من الروبيات من الإيرادات سنويًا بحلول أوائل التسعينيات.
أتهم داوود من قبل الحكومة الهندية بأنه أحد العقول المدبرة لتفجيرات مومباي عام 1993. بعد الهجمات، فر من دبي إلى كراتشي، حيث يقال إنه يعيش هناك حتى يومنا هذا.
صنفت وزارة الخزانة الأمريكية - مكتب مراقبة الأصول الأجنبية - إبراهيم كإرهابي لتورطه في تجارة المخدرات وتمويل الإرهاب، مما يحظر فعليًا الكيانات المالية الأمريكية من العمل معه ومصادرة الأصول التي يعتقد أنها تحت سيطرة الوزارة.
تحتفظ وزارة الخزانة بتقارير عن إبراهيم تفيد بوجود طرق تهريب لشركاته من جنوب آسيا والشرق الأوسط وأفريقيا مع تنظيم القاعدة الإرهابي واستخدامه من قبله. ذكرت صحيفة الوقائع أيضًا أن شركات إبراهيم متورطة في شحن مخدرات على نطاق واسع في المملكة المتحدة وأوروبا الغربية. ويعتقد أيضا أنه أجرى اتصالات مع زعيم تنظيم القاعدة أسامة بن لادن. في أواخر التسعينيات، سافر إبراهيم إلى أفغانستان تحت حماية طالبان. تهدف شركات إبراهيم باستمرار إلى زعزعة استقرار الهند من خلال أعمال الشغب والإرهاب والعصيان المدني وضخ عملات هندية مزيفة في البلاد. ذكرت الهند اليوم أن إبراهيم قدم الدعم اللوجستي لهجمات مومباي عام 2008.
في الوقت الحاضر، تتمثل أنشطة إبراهيم الإجرامية في تمويل الإرهاب وتهريب المخدرات وتهريب الأسلحة والابتزاز وغسيل الأموال. كما استثمر إبراهيم بكثافة في العقارات في كراتشي ودبي والهند. كان على صلة بتمويل جماعة 'عسكر طيبة' المسؤولة عن هجمات مومباي عام2008.
في عام 2006، سلمت الحكومة الهندية لباكستان قائمة تضم 38 مجرمًا مطلوبًا منهم إبراهيم. توسع نشاط شركاته الإجرامية في جميعأنحاء آسيا وأوروبا وأفريقيا، حيث يأتي أكثر من 40% من أرباحها من الهند.

## هجمات مومباي 1993
يعتقد على نطاق واسع أن داود هو العقل المدبر لتفجيرات 1993 في بومباي. في عام 2003، أعلنت الحكومتان الهندية والأمريكية أن إبراهيم "إرهابي عالمي". ووصف نائب رئيس الوزراء الهندي لال كريشنا أدفاني ذلك بأنه تطور كبير. لايزال إبراهيم متواجد حاليًا على"قائمة المطلوبين" في الهند.
في خطاب عام في يونيو 2017 ، ذكر الوزير السابق - رام جثمالاني - أنه بعد تفجيرات بومباي، اتصل به إبراهيم من لندن، وأكد بأنه مستعد للحضور إلىالهند للمحاكمة، بشرط ألا يتعرض لأي معاملة سيئة من قبل الشرطة.
واضاف بأنه عرض هذا الاقتراح على السياسيين آنذاك، لكن السياسيين في السلطة لم يوافقوا على هذا الاقتراح. وبحسب ماذكر، فإنرفضهم السماح بعودة داوود كان بسبب مخاوفهم من أنه قد يكشف أسرارهم.

## الوضع الحالي
زعمت عدة تقارير بأن إبراهيم يعيش في باكستان ودولة الإمارات العربية المتحدة. وتقول الهند إنه انتقل إلى الحدود الباكستانية الأفغانية. تضيف مصادر هندية أن "المخابرات الباكستانية بدت حذرة للغاية بشأن التعاون الأمريكي الهندي الجديد لمحاربة الإرهاب." ومع ذلك، ذكر راجناث سينغ، وزير الداخلية الهندي الأسبق، في البرلمان أن إبراهيم موجود في باكستان وأنه سيعيده إلى الهند.
وفقًا لادعاءات إحدى الوكالات الإخبارية الهندية في 22 أغسطس 2015، بأن إبراهيم متواجد في كراتشي.  ذكرت الوكالة بأنهم أجروامحادثة مع امرأة في كراتشي. نُشرت نصوص المحادثات التي نُشرت على موقع وكالة الأنباء على الإنترنت، في إحدى المحادثات قالت إنهازوجة إبراهيم وأجرت المحادثة و"هو نائم بجانبها" .
وفقًا لملف أعدته الهند في 2015، لتسليمه إلى باكستان، يمتلك إبراهيم تسعة مساكن في باكستان ولديه ثلاثة جوازات سفر باكستانية تتيح له حرية السفر بسهولة. تدعي الهند باستمرار بأن ابراهيم لايزال موجود في باكستان بينما لايزال النفي مستمر من قبل باكستان.

## عمليات البحث
بذلت العديد من المحاولات لتحديد مكان إبراهيم من قبل الاستخبارات الهندية - جناح البحث والتحليل ومكتب الاستخبارات (IB) - ،منذ أن اختبأ. وكثيرا ما تم اقتفاء أثر موقعه في كراتشي بباكستان، وهو ادعاء نفته السلطات الباكستانية مرارا. تم إثبات الادعاءات بشكل أكبر في أغسطس 2015، عندما تم الرد على مكالمة هاتفية أجرتها قناة تلفزيونية هندية من قبل زوجته، التي أكدت وجوده في منزلهم في كراتشي. أعدت المخابرات الهندية على الفور ملفًا لإبراهيم الذي تضمن أدلة على موقعه في كراتشي، من بين أدلة أخرى. وكان من المقرر تقديمه في محادثات على مستوى الأمن القومي بين البلدين في نفس الشهر، والتي تم إلغاؤها لأسباب سياسية.
في مقابلة مع مجلة إنديا توداي، قال شوتا راجان، المساعد السابق لإبراهيم، الذي اختلف معه لاحقًا في عام 1992، "إنه [إبراهيم] يسافر من باكستان من حين لآخر لكن كراتشي هي قاعدته الرئيسية الحالية".

## شوتا راجان وداوود إبراهيم
يُعتقد أن راجان قد ساعد السلطات الهندية في الحصول على معلومات عن أنشطة شركات إبراهيم وأعضائها باستخدام معرفته الوثيقة السابقة بإبراهيم وعملياته. لتعزيز سمعته كزعيم عصابة وطني، توعد راجان بقتل أولئك المسؤولين عن تفجيرات بومباي عام 1993.
في فبراير 2010، أطلق أعضاء من عصابة راجان النار على بارون الإعلام النيبالي جاميم شاه في وضح النهار بينما كان يقود سيارته إلى منزله على طريق عام. كان لشاه ظاهريًا صلات مع داود إبراهيم وكان العقل المدبر لعمليات تزييف العملة الهندية داخل نيبال. كانت أنشطته الإجرامية المعادية للهند قد أزعجت الحكومة الهندية لأكثر من عقد ونصف قبل ذلك.

## عائلة داوود ابراهيم
في عام 2006، تزوجت ابنة إبراهيم من ابن لاعب الكريكيت الباكستاني جافيد ميانداد. في عام 2011 ، تزوجت ابنته الأخرى من أحد الأشخاص الامريكيين ذوي الاصول الباكستانية. تزوج ابنه من ابنة رجل أعمال مقيم في لندن في 25 سبتمبر 2011. يعيش العديد من أفراد عائلة ابراهيم ، بمن فيهم شقيقه إقبال، في مومباي.

## الروابط الخارجية
- At Home In Exile
- Portrait of a Don
- BBC Profile on Ibrahim
- Dawood's ISI Link
- – Mumbai's Mafia War
- CNN-IBN's Program Dawood Decoded – About his flourishing Drug Trade and fresh Passport issued by Mali نسخة محفوظة 23 أبريل 2008 على موقع واي باك مشين.